# Autheux
Autheux település Franciaországban, Somme megyében. Lakosainak száma 121 fő (2022. január 1.). Autheux Outrebois, Bernaville, Boisbergues, Fienvillers és Hem-Hardinval községekkel határos.

## Népesség
A település népességének változása:
| Lakosok száma | 130  | 129  | 126  | 120  | 121  | 122  | 123  | 122  | 121  |
|               | 2013 | 2015 | 2016 | 2017 | 2018 | 2019 | 2020 | 2021 | 2022 |